# Сейтешев, Ажес Петрович
Ажес Петрович Сейтешев (род. 15 ноября 1929 года, аул № 3 Кулагинского района, Гурьевская область, КазССР, СССР) — советский и казахстанский учёный-педагог, академик АПН СССР (1990), академик Национальной Академии наук Казахстана (1994), академик Всемирной ассоциации профессионального образования.

## Биография
Родился 15 ноября 1929 года в ауле № 3 Кулагинского района Гурьевской области, воспитывался в Орликовском детском доме.
В детстве приобрел большой практический опыт: пас скот, был рыбаком на Каспии, кузнецом, слесарем, токарем-универсалом, по шести рабочим профессиям имеет высокую квалификацию на уровне 6-8 разрядов.
С отличием окончил Гурьевское ремесленное училище № 9, Кировобадское военное летное училище, Ташкентский техникум трудовых резервов и Фрунзенский политехнический институт по специальности «инженер-технолог».
Обучался в очной аспирантуре Киргизского НИИ педагогики, досрочно, за полтора года, защитил кандидатскую диссертацию по психологии на тему «Развитие технического интереса учащихся».
Педагогическую деятельность начал в системе профтехобразования Киргизской ССР в качестве мастера производственного обучения, преподавателя общетехнических и специальных предметов, заместителя директора по учебно-производственной работе и директора технического училища № 3.
В 1974 году — защитил докторскую диссертацию по педагогике на тему «Воспитание профессиональной направленности личности как социально-педагогическая проблема».
С 1980 по 1990 годы — профессор кафедры педагогики и методики преподавания инженерных сельскохозяйственных дисциплин Казахского сельскохозяйственного института (сейчас — Казахский национальный аграрный университет), разработал модель специальности «инженер-педагог».
В 1982 году — присуждено ученое звание профессора.
В 1985 году — избран членом-корреспондентом АПН СССР, а в 1990 году — действительным членом (академиком) АПН СССР, тогда же был избран членом Всемирной ассоциации профессионального образования (Берлин).
С 1990 по 1994 годы — заведующий кафедрой инженерной педагогики, с 1994 по 1998 годы — профессор этой же кафедры Казахстанского государственного аграрного университета.
В 1994 году — избран академиком Национальной Академии наук Казахстана.
С 1999 года — председатель Координационного научного Совета СНГ по проблеме «Интеграция и дифференциация подготовки национальных кадров».

## Научная деятельность
Автор теоретико-прогностической модели социалистического производства, а позже — модели современного специалиста-профессионала в условиях рынка труда, ввел в производство 4 изобретения и 28 рационализаторских предложения, сконструировал токарный станок модели «Т-1 САП» и резец для обработки мягкой стали, за который был удостоен республиканской премии и Грамоты Верховного Совета СССР, создал 12 новых учебных программ, около 100 учебно-методических и наглядных пособий, являлся Председателем Республиканского Научного Совета по трудовому воспитанию и профориентации КазССР.
Им подготовлено 18 докторов и 52 кандидата по психологическими и педагогическим наукам.
Избранные труды
- «Основы профессиональной педагогики»
- «Новые системы обучения технической изобретательской деятельности»
- «Научные основы психологии высшей школы»
- «Научные основы и методологические принципы профессиональной педагогики»
- «Проблемы формирования личности современного специалиста в условиях вузовской подготовки»
- «Теория и практика развития современного образования в Республике Казахстан»
- «Методология прогностической модели специалиста»
- «Развитие педагогической науки и научно-теоретические основы формирования национальных кадров».

## Награды
- Заслуженный деятель науки СССР